# 38540 Stevens
38540 Stevens è un asteroide della fascia principale. Scoperto nel 1999, presenta un'orbita caratterizzata da un semiasse maggiore pari a 2,9755849 UA e da un'eccentricità di 0,1064408, inclinata di 11,19969° rispetto all'eclittica.
L'asteroide è dedicato all'astronomo statunitense Berton L. Stevens.